# Pasarow Award
Die Pasarow Medical Research Awards (Robert J. and Claire Pasarow Foundation Medical Research Awards) wurden von 1988 (für 1987) bis 2013 von der Robert J. and Claire Pasarow Foundation mit Sitz in Genf in drei Kategorien vergeben, um das öffentliche Bewusstsein für wichtige Forschungsgebiete zu erhöhen. Die Preise waren zuletzt mit jeweils 50.000 US-Dollar dotiert. Sie wurden für Grundlagen- und klinische Forschung auf den Gebieten Krebsforschung, Herz-Kreislauf-Erkrankungen und Neuropsychiatrie vergeben. Kriterium für die Vergabe war der Nachweis bedeutender Forschungsergebnisse und die Wahrscheinlichkeit künftiger außerordentlicher Leistungen in der biomedizinischen Wissenschaft.
Robert J. Pasarow (1917–2000), Gründer und früherer Präsident des Unternehmens CHB Foods, und seine Ehefrau Claire Pasarow (1918–2008) gründeten die Stiftung 1987, um herausragende medizinische Forschung zu fördern. Robert Pasarow war lange Jahre der Präsident der Stiftung und Claire Pasarow Chief Financial Officer.
Fünf der Pasarow-Preisträger erhielten später den Nobelpreis für Physiologie oder Medizin (Arvid Carlsson, Eric Kandel, Stanley Prusiner, Elizabeth H. Blackburn und Peter J. Ratcliffe), drei den Nobelpreis für Chemie (Roger D. Kornberg, Paul Modrich und Robert Lefkowitz).

## Preisträger
Bis etwa 2008 wurden die Preisträger für das jeweilige vorausgegangene Jahr ausgezeichnet. Etwa 2008/2009 kam es zu einer Unterbrechung dieses Rhythmus und anschließend etwa 2010 zu einer Wiederaufnahme mit Zählung: Die Vergabe der 22. Preise wurde Anfang 2010 angekündigt.
| Nr. | Jahr | Krebsforschung                                                | Herz-Kreislauf-Erkrankungen                            | Neuropsychiatrie                                           |
| --- | ---- | ------------------------------------------------------------- | ------------------------------------------------------ | ---------------------------------------------------------- |
| 1   | 1987 | Peter K. Vogt                                                 | Burton E. Sobel                                        | Nancy Wexler                                               |
| 2   | 1988 | Irving L. Weissman                                            | Harvey Feigenbaum                                      | Eric R. Kandel                                             |
| 3   | 1989 | George F. Vande Woude                                         | Bernardo Nadal-Ginard                                  | Floyd Bloom                                                |
| 4   | 1990 | Erkki Ruoslahti                                               | Mordecai P. Blaustein                                  | Solomon H. Snyder                                          |
| 5   | 1991 | Harold M. Weintraub                                           | Jonathan Seidman                                       | Michael E. Phelps                                          |
| 6   | 1992 | Ronald M. Evans                                               | Glenn A. Langer                                        | Patricia S. Goldman-Rakic                                  |
| 7   | 1993 | Stanley J. Korsmeyer                                          | Philip W. Majerus                                      | Huda Akil, Stanley Watson                                  |
| 8   | 1994 | Carlo M. Croce                                                | Jan L. Breslow                                         | Arvid Carlsson, Philip Seeman                              |
| 9   | 1995 | Alfred G. Knudson                                             | Kenneth R. Chien                                       | Stanley Prusiner                                           |
| 10  | 1996 | Robert Allan Weinberg                                         | Michael A. Gimbrone                                    | Joseph T. Coyle                                            |
| 11  | 1997 | Eric Lander                                                   | Masashi Yanagisawa                                     | Eric J. Nestler                                            |
| 12  | 1998 | Paul L. Modrich                                               | Mark T. Keating                                        | Fred H. Gage                                               |
| 13  | 1999 | Anthony S. Fauci                                              | Eric N. Olson                                          | Michael Posner, Marcus E. Raichle                          |
| 14  | 2000 | Alexander Varshavsky                                          | Richard P. Lifton                                      | Pasko Rakic                                                |
| 15  | 2001 | Tom Maniatis                                                  | Robert J. Lefkowitz                                    | Seymour Benzer                                             |
| 16  | 2002 | Roger D. Kornberg                                             | Shaun Coughlin                                         | Tomas Hökfelt                                              |
| 17  | 2003 | Elizabeth Blackburn                                           | Judah Folkman                                          | Thomas Jessell                                             |
| 18  | 2004 | Frederick Alt                                                 | Barry S. Coller                                        | Judith L. Rapoport                                         |
| 19  | 2005 | Bert W. O’Malley                                              | Douglas C. Wallace                                     | Bruce McEwen                                               |
| 20  | 2006 | Tony Hunter                                                   | Daniel Steinberg                                       | Huda Zoghbi                                                |
| 21  | 2007 | Bert Vogelstein                                               | Richard O. Hynes                                       | Aaron T. Beck                                              |
| 22  | 2010 | Brian J. Druker, Inder Verma                                  | David Ginsburg                                         | Jean-Pierre Changeux                                       |
| 23  | 2011 | Angela H. Brodie, Lewis C. Cantley, Joan A. Steitz            | Jeffrey M. Friedman, Andrew Marks, Gerald Reaven       | Robert Malenka, Roger A. Nicoll, Charles F. Stevens        |
| 24  | 2012 | David M. Livingston, Joan Massagué Solé, Michael G. Rosenfeld | Antonio M. Gotto, Robert W. Mahley, Peter J. Ratcliffe | Christine Petit, Virginia Man-Yee Lee, John Q. Trojanowski |
| 25  | 2013 | Elaine Fuchs, Richard Peto, Matthew P. Scott                  | Harry C. Dietz, Charles T. Esmon, Helen Hobbs          | Karl Deisseroth, Helen S. Mayberg, Carla Shatz             |